# دسته عصبی
دسته عصبی (فاسیکول یا فاسیکل عصبی) (به انگلیسی: Nerve fascicle) واحدی است که توسط غلافی از بافت همبند بنام پری نوریوم احاطه شده و حاوی تارهای عصبی (فیبرها یا رشته‌های عصبی) مشخصی است. یک عصب محیطی بزرگ دارای چند فاسیکول است، درحالیکه یک عصب کوچکتر ممکن است از یک یا دو فاسیکول تشکیل گردد. امروزه آگاهی از ساختمان فاسیکول‌ها (فونیکول‌ها) در نواحی مختلف یک عصب محیطی، نقش بسیار مهمی در جراحی‌های اعصاب محیطی دارد.

## تعداد دستجات عصبی
تعداد دستجات (فاسیکول‌ها) عصبی در اعصاب محیطی با یکدیگر و در نواحی مختلف یک عصب محیطی، فرق داشته و همچنین اندازه آنها نیز متفاوت است. یک عصب محیطی در قسمتی از مسیرش، ممکن است حاوی دو دسته بزرگ و چند دسته کوچک باشد. عصب میانی(مدین) در منطقه ساعد، دارای پنج گروه فاسیکولی است و عصب اولنار در قسمت مچ دست، ممکن است دارای چهار گروه فاسیکولی باشد. عصب پشت‌ساقی (سورال) ناحیه ساق پا، که در بسیاری از پیوندهای اعصاب محیطی استفاده می‌شود، دو الی سه فاسیکول دارد.

## نوع تارهای عصبی یک فاسیکول
سه نوع تارهای عصبی در فاسیکول یک عصب محیطی (مثلاً مدین یا رادیال) وجود دارد که عبارتند از:
- تارهای عصبی حسی
- تارهای عصبی حرکتی
- تارهای عصبی سمپاتیک

در نواحی محیطی، دسته تارهای حرکتی معمولاً با هم یک گروه فاسیکولی تشکیل می‌دهند.